# Souzána Antonakáki
Souzána Antonakáki (en grec : Σουζάνα Αντωνακάκη, née en 1935 à Athènes et morte le 5 juillet 2020) est une architecte grecque. 

## Biographie
Souzána Antonakáki fonde avec son partenaire Dimítris  Antonakákis le bureau d'architecture Atelier 66 en 1965 à Athènes, souvent associé à la mouvance architecturale dite « régionalisme critique », consistant à adapter une architecture moderniste à des préoccupations de site, de climat et de culture.
- Logements, Dístomo (1969)
- Aménagement de l'Agora d'Athénes, avec Yannis Tsiomis.
- Maison Mavrakakis, Perdika, Grèce.

## Publications
- (en-US) Travail de thèse au Massachusetts Institute of Technology. Vivianna A. Metallinou, Maria P. Triantafyllides & Partners, Thessalonique ; Director, AURA Cultural Arts Center, Thessalonique. Regionalism and Greek Architecture: The Architecture of Dimitris and Susanna Antonakakis.
- Alex Tzonis et Liliane Lefaivre, The grid and the pathway. An introduction to the work of Dimitris and Susana Antonakakis, Architecture in Greece (1981) 15, Athènes.